# Ейн ат-Тамура
Ейн ат-Тамура — округа мухафази Кербела, Ірак.
| Ірак | Це незавершена стаття з географії Іраку. Ви можете допомогти проєкту, виправивши або дописавши її. |